# Home video
Home video (dall'inglese home - casa propria - e video) è l'espressione con cui si individua la gamma dei prodotti, variegata per tipo di supporto di memoria e per tecnologia di riproduzione, che permettono la fruizione in ambito domestico, o comunque privato, di opere audiovisive.

## I supporti
Home video è stato a lungo sinonimo di videocassetta, quale supporto audiovisivo domestico prima unico e poi più diffuso al mondo, seppure in formati differenti (sia fisici sia a livello di codifica delle informazioni), come Betamax (sviluppato da Sony e distribuito a partire dal 1975) e VHS (sviluppato da JVC e distribuito a partire dal 1976). A partire dai primi anni '80 iniziò a diffondersi, nell'ambito delle telecamere e solo parzialmente in quello dei videoregistratori, il formato VHS-C (creato anche questo dalla JVC): si trattava di un formato che usava lo stesso tipo di nastro delle VHS, con cui era compatibile tramite adattatori meccanici, ma dalla lunghezza solitamente minore e rinchiuso in una cassetta di dimensioni ridotte. In alcuni mercati ebbe una certa diffusione anche il laserdisc, un supporto ottico analogico, delle dimensioni simili a quelle di un 33 giri, introdotto alla fine degli anni settanta dalla Music Corporation of America, che venne impiegato anche per realizzare videogiochi, sotto forma di filmati interattivi collegati tra di loro.
L'obsolescenza dei supporti analogici su banda magnetica (e quindi anche delle videocassette) e gli elevati costi di produzione dei laserdisc, hanno lasciato spazio ai più versatili supporti ottici digitali, facendo sì che questi affiancassero e poi sorpassassero in diffusione i precedenti.
Tra i supporti digitali ottici i più diffusi sono stati:
- il Video CD, introdotto in Giappone nel 1991 per essere impiegato nei locali karaoke, l'anno seguente venne aggiornato per poter memorizzare film, con una qualità all'incirca equivalente a quella di una buona VHS. A cavallo tra gli anni novanta e i primi anni 2000 ebbe in alcuni Paesi asiatici un'elevata diffusione, nei suoi sottoformati più evoluti, come supporto di riferimento per l'home video;
- il DVD-Video presentato dal DVD Consortium nel 1997, dopo alcuni anni di tentennamenti da parte delle compagnie cinematografiche, che temevano che con il digitale si sarebbe dato il via ad un'ondata di pirateria audiovisiva con copie di alta qualità (per il tempo) indistinguibili dall'originale. Avendo sostituito il segmento di mercato di VHS e Betamax, è stato negli anni seguenti il principale supporto utilizzato per memorizzare opere audiovisive a definizione standard[4]. Generalmente i lettori di DVD sono in grado di leggere anche i CD Audio.
- l'HD DVD, scelto dal DVD Forum nel 2003 come diretto successore del DVD, ha avuto un uso molto limitato, venendo abbandonato dal mercato nel 2008[5][6] a favore del Blu-ray.
- il Blu-ray Disc, presentato dalla Blu-ray Disc Association nel 2006 è il supporto utilizzato per le opere audiovisive in alta definizione. Quest'ultimo supporto ha soppiantato l'HD DVD, ma non ha sostituito completamente il DVD-Video: molti film vengono ancora oggi distribuiti sia in DVD che in Blu-ray.
- l'Ultra HD Blu-ray, una versione avanzata del Blu-ray che supporta risoluzioni video 4K UHD (risoluzione 3840 × 2160 pixel) fino a frequenze di 60 fotogrammi progressivi al secondo e HDR.

I supporti ottici digitali convivono con i servizi interattivi della televisione (i servizi video on demand, in sigla VOD) e i contenuti multimediali, gratuiti o a pagamento, fruibili online. I prodotti home video offrono generalmente contenuti extra (ad esempio scene tagliate, interviste agli autori dell'opera o ai componenti del cast), e consentono di scegliere la lingua dell'audio e se visualizzare o meno i sottotitoli.

## Home entertainment
Prima che nascesse l'home video, i film non venivano visti dal pubblico dopo l'uscita nelle sale cinematografiche, a meno che non godessero di un secondo passaggio cinematografico o non andassero in onda sulle reti televisive. Analogamente le fiction televisive, dopo la prima visione, erano fruibili solo in replica.
L'home video permette la distribuzione dei film, per la vendita e poi per il noleggio, a breve distanza dall'uscita nelle sale. L'intervallo temporale, che le major ritengono necessario per evitare la circolazione di copie pirata che danneggi gli incassi cinematografici, si è andato progressivamente riducendo, fino alla sperimentazione dell'uscita contemporanea nelle sale, in home video e in pay TV.
Con la crescita del mercato home video, alle opere cinematografiche si è aggiunta la distribuzione dei prodotti realizzati per la televisione. Il circuito dell'home video è anche il canale esclusivo di distribuzione dei prodotti ritenuti non remunerativi nelle sale: è la cosiddetta distribuzione direct-to-video.
L'home video ha permesso la riedizione e ha stimolato il restauro (anche per adattamento ai formati multimediali correnti) di opere cinematografiche o televisive di valore artistico-culturale o di culto. Ha inoltre rinnovato l'interesse per generi cinematografici ritenuti minori come il poliziottesco e la commedia sexy all'italiana.
Per quanto riguarda le fiction televisive, l'home video ha permesso sia la pubblicazione di fiction di grandissima popolarità, come I Cesaroni e Don Matteo, sia la pubblicazione di fiction seguìte da un pubblico meno vasto, come Crimini e L'ispettore Coliandro.
Un altro genere di opera audiovisiva che ha successo nel mercato home video è l'animazione: nonostante i numerosi passaggi televisivi, molte serie animate vengono comunque pubblicate in home video. Grazie a questa tecnologia, l'opera è visibile in maniera integrale, priva degli eventuali adattamenti o censure operati dalle televisioni, e comprensiva delle sigle di apertura e di chiusura originali che generalmente vengono tagliate nei passaggi televisivi per motivi di tempo. C'è da sottolineare anche che molti anime distribuiti in home video sono ormai scomparsi dai palinsesti delle emittenti televisive, come ad esempio L'Uomo Tigre o Ranma ½ e City Hunter che non vengono mandati in onda da molto tempo.
Un riscontro notevole nell'home video è avuto anche dai cartoni animati rivolti a un pubblico infantile o alle famiglie, spesso trasmessi dalle pay TV ma assenti o poco presenti nella programmazione delle reti gratuite, come ad esempio i Walt Disney Platinum e Diamond Editions.

## Distribuzione
I prodotti home video erano distribuiti quasi esclusivamente nelle videoteche. Attualmente sono rimasti pochissimi negozi fisici specializzati in home video, a causa dell'affermazione dei negozi online come Amazon.com e IBS: i prodotti home video vengono commercializzati principalmente sul web oppure presso gli ipermercati.
Diverso è il caso dei prodotti home video distribuiti nelle edicole, soprattutto con collane economiche, talvolta allegate a riviste e quotidiani. Si tratta di edizioni diverse da quelle commercializzate nei negozi. Un esempio è la serie animata Sampei: nel 2014 uscì nelle edicole l'edizione DVD deluxe in allegato a La Gazzetta dello Sport, dopo svariati anni di assenza dai palinsesti televisivi, ed era un'edizione più economica rispetto a quella che venne pubblicata nei negozi negli anni precedenti, un'edizione differente nei colori e nella ripartizione degli episodi nei vari dischi.